# Philanthropismus
Der Begriff Philanthropismus (nur Singular, auch Philanthropinismus) stammt von altgriechisch φίλος phílos („Freund; liebend“) und ἄνθρωπος ánthropos („Mensch“). Als Philanthropismus wird die Lehre von der Erziehung zur Natürlichkeit, Vernunft und Menschenfreundschaft (Philanthropie) bezeichnet. Er ist der reformpädagogischen Bewegung in der Zeit der Aufklärung zuzuordnen und wurde in Deutschland sowie der Schweiz in der zweiten Hälfte des 18. bzw. zum Beginn des 19. Jahrhunderts verbreitet.

## Hauptprinzipien philanthropischer Pädagogik
- Berücksichtigung der Altersstufenspezifik und Individualität des Kindes
- Anschaulichkeit des Unterrichts
- Verwendung von spielerischen Elementen im Unterricht
- Lehre zum selbstständigen Denken
- religiöse Toleranz (allgemeiner Religionsunterricht)
- obligatorische körperliche Tätigkeiten (Sportunterricht, Spielstunden)
- Verbot der Körperstrafe
- lebenspraktisch orientierte Inhalte (moderne Sprachen, Naturwissenschaften)
- Handarbeitsunterricht
- patriotische Erziehung (durch deutschen Sprach-, Literatur-, Geographie- und Geschichtsunterricht)
- Prinzip der Gleichheit (gleiche Kleidung und gleiches Essen, unabhängig vom Stand)
- Geschlechtliche Unterweisung

Durch seinen Lehrer Hermann Samuel Reimarus lernte Basedow von 1743 an die Erziehungsgrundsätze John Lockes kennen, der gefordert hatte, dass Lernen idealerweise fröhliches Spiel sei. Kindererziehung sei als sport and play zu gestalten. In seiner eigenen Erziehungspraxis hat Basedow dann spielerische Lehrgespräche bevorzugt sowie einen lebensnahen Unterricht, der sinnlich, anschaulich, alltagsnah und fröhlich ist und aus dem Spiel heraus entsteht. Wichtig war ihm die liebevolle Behandlung der Schüler.
Besonders war Basedow daran gelegen, Kinder schon im Vorschulalter fürs Lesen zu interessieren, da er das Lesenkönnen für den Schlüssel zum Lernerfolg in allen Fächern hielt.

## Geschichte des Philanthropismus
Eine der Hauptfragen der Zeit der Aufklärung war die Frage nach der Verbesserung des Schulsystems und die Aufklärung des Volks. Das entstehende Schulsystem, welches noch stark von der Kirche abhängig war, konnte den stets wachsenden Bedarf nach Bildung nicht decken; auch machte der Wunsch nach religiöser Toleranz neue Unterrichtskonzepte und staatliche Schulen notwendig.
In diesem Zusammenhang beschäftigten sich viele Philosophen, Politiker und Denker dieser Zeit mit Erziehungs- und Bildungsproblemen. Manche von ihnen, die von Rousseaus natürlichem Erziehungskonzept stark geprägt waren und als höchstes Erziehungsziel eine Erziehung zu glücklichen, menschenfreundlichen und vernünftigen Menschen hatten, nannten sich Philanthropen.
Obwohl viele Philanthropen dank der stetig steigenden Zeitschriften- und Buchproduktion und intensiver Briefwechsel, gemeinsamer Reisen und offener Diskurse ihre Ideen gleichzeitig entwickelten, hielt man mit vollem Recht Johann Bernhard Basedow (1724–1790) für den Gründer der philanthropischen Bewegung. Er entwickelte die ersten philanthropischen Konzepte, ohne Rousseau rezipiert zu haben.

### Johann Bernhard Basedow
Johann Bernhard Basedow, der Sohn eines Perückenmachers, hatte Theologie studiert und 1752 als Magister promoviert. Seine ersten praktischen Versuche zur Verbesserung des Unterrichts machte er bei seiner Arbeit als Privatlehrer. Die konservativen Lehrmethoden in der Lehre der lateinischen Sprache erbrachten für ihn wenige Resultate. Er brachte anschauliche und spielerische Elemente in den Lehrprozess ein, die besonders erfolgreich waren, und konzentrierte sich auf ein Lernen durch Sprechen statt durch Lernen der Grammatik. Sein Zögling galt schon mit zehn Jahren als „ein wohlgeübter Gymnasiast“. Dieser Erfolg brachte Basedow auf den Gedanken, die Erziehungsmethoden weiterzuentwickeln.
Ab 1753 arbeitete Basedow als Professor in der Ritterakademie in Sorø auf Seeland (Dänemark). In dieser Zeit verfasste er viele Schriften über Bildung, Philosophie und Religion. Seine Gedanken und Werke über religiöse Toleranz brachten Basedow einen skandalösen Ruf ein.
1761 wurde Basedow wegen seiner religiösen Äußerungen von der Ritterakademie entlassen und an das Gymnasium Christianeum in Altona (damals auch Dänemark) versetzt. Dort konzentrierte sich Basedow auf die Entwicklung des Erziehungs- und Bildungssystems. 1763 entwarf er den Plan einer Musterschule, in der selbständiges Denken, Menschenfreundschaft und Toleranz als Leitwerte einer aufgeklärten Gesellschaft vermittelt werden sollten. 1766 erschien sein Buch „Vorstellung an Menschenfreunde und vermögende Männer über Schulen, Studien und ihren Einfluß in die öffentliche Wohlfahrt, mit einem Plan eines Elementarbuchs der menschlichen Erkenntniß“. In diesem Werk formulierte Basedow sein Erziehungsprogramm, das später als Philanthropismus bezeichnet wird.
In seinen Schriften spiegeln sich die Gedanken solcher Philosophen wie Rousseau, Locke, Comenius und seines ehemaligen Lehrers Richey und Reimarus wider.
1770 erschien der erste Teil von „Elementarwerk“ (in manchen Quellen „Elementarbuch“), ein zentrales Grundlagenwerk der philanthropischen Pädagogik. Das „Elementarwerk“, eine Sammlung von Kupferstichen mit ausführlichen Beschreibungen, sollte das Kind von den ersten Kenntnissen bis in das akademische Studium hinein begleiten, ohne dabei die natürlichen Entwicklungsstufen zu überspringen.

### Philanthropinum in Dessau
Zahlreiche Schriften über Erziehung brachten Basedow Ruhm ein. 1771 lud der Fürst von Dessau Leopold Friederich Franz Basedow ein, um ihm bei seinen Plänen zur Verbesserung der Landesschulen zu helfen. 1774 gründete Basedow seine erste Bildungsanstalt; er nannte sie Philanthropinum und bezeichnete sie als „Schule der Menschenfreundschaft für Lernende und junge Lehrer“. Das Philanthropinum sollte
1. ein Seminar zur Bildung künftiger Lehrer sein,
2. ein Erziehungsinstitut für Kinder begüterter Eltern von 6 bis 18 Jahren oder für Pensionisten,
3. eine Erziehungsanstalt für 11- bis 15-jährige arme Kinder, welche nach ihren Fähigkeiten entweder zu Pädagogen oder zu Schulhaltern in niederen Schulen oder zu guten Bediensteten gebildet werden könnten.[6]

Zu dieser Zeit hatte Basedow viele gleichgesinnte Freunde und Anhänger. Manche von ihnen, wie zum Beispiel Joachim Heinrich Campe (1746–1818), Ernst Christian Trapp (1745–1818) und Christian Gotthilf Salzmann (1744–1811), haben im Philanthropinum Dessau unterrichtet. 1777 wurde in Dessau eine Philanthropische Gesellschaft gegründet, die 26 Namen enthielt. In der Schweiz entstand zur gleichen Zeit die „Société des Philanthropes“.
Am Anfang war das dessauische Philanthropinum sehr erfolgreich und erregte großes Aufsehen nicht nur in Deutschland, sondern in ganz Europa. Aber der Erfolg dauerte nicht lange an. 1793 wurde das Philanthropinum wegen organisatorischer und finanzieller Probleme und wegen schon lange andauernder Streitigkeiten zwischen den Lehrkräften geschlossen.
Selbst Basedow war von seiner Schöpfung enttäuscht, da er seine Ziele nicht verwirklicht sah. Bereits 1776 gab er vorläufig und 1778 endgültig die Leitung des Philanthropinums ab und bis zum Ende seines Lebens war er schriftstellerisch tätig. Basedow starb 1790 in Magdeburg.

## Philanthropische Praxis
Basedows Anhänger versuchten, die philanthropischen Ideen weiterzuentwickeln und in der Praxis umzusetzen. So gründete Christian Gotthilf Salzmann 1784 die Erziehungsanstalt in Schnepfenthal, in der er die Grundgedanken des Philanthropismus, allerdings in zum Teil abgewandelter Form, zu verwirklichen trachtete. Christian Heinrich Wolke (1746–1806), der engste Freund und Lehrer seiner Tochter, wurde nach Russland berufen und versuchte dort die Ideen des Philanthropismus einzuführen. Ernst Christian Trapp hat 1780 sein Werk „Versuch einer Pädagogik“ veröffentlicht, in dem er die pädagogischen Grundgedanken des Philanthropismus in ein System zu bringen suchte. Joachim Heinrich Campe, der nach Basedow die Leitung des Dessauer Philanthropinum übernahm, aber kurz danach wegen eines Streits mit Basedow seine Stelle wieder verließ, wurde in der Folge als der bedeutendste „Schriftsteller des Philanthropismus“ bezeichnet, weil er Jugendliteratur schrieb und in den Jahren 1785–1792 das 16-bändige Revisionswerk Allgemeine Revision des gesamten Schul- und Erziehungswesens konzipierte und herausgab.
Friedrich Eberhard von Rochow (1734–1805), der von Basedow ein bisschen distanziert war, hat schon 1773 (vor der Eröffnung des Dessauer Philanthropinums) eine Landschule eröffnet, die als erste philanthropische Schule überhaupt galt.
Insgesamt existierten in Deutschland bis zu 60 Philanthropine, dazu noch manche Bildungsanstalten nach philanthropischer Art in der Schweiz, Frankreich, Russland und Nordamerika.

## Philanthropische Philosophie
Philanthropische Erziehung hat sich in erster Linie an der Herstellung der gemeinnützigen, glückseligen und menschenfreudigen Patrioten orientiert. Die Formel „Glückliches Individuum = Glücklicher Staat“ wurde in aufklärerischer Zeit fast unbestreitbar. Wegen der damals politischen und religiösen Zersplitterung des Landes waren die Einpflanzung des Patriotismus und der religiösen Toleranz eine wichtige Aufgabe der philanthropischen Erziehung. Dafür wurden der Deutsch-, Nationalliteratur-, Geographie-,  Geschichts- und allgemeine Religionsunterricht verwendet.
Philanthropen lehnten die Standbestimmung des Menschen durch Geburt ab und orientierten sich an Funktionsständen, worin jeder Mensch nach seinen Möglichkeiten und seinem Können seinen Platz einnahm. Da die Philanthropisten für die Standaufhebung kämpften, versuchten sie die neue Generation auf jeden Stand vorzubereiten. Dafür wurden, neben der gleichen Schuluniform und gleichem Essen, im Dessauer Philanthropinum „Standestage“ eingeführt. Die Menschen sollten auf ein gemeinnütziges Leben vorbereitet werden. Dazu sollten realistisch-lebenspraktische Aspekte, wie Fremdsprachen- und Naturwissenschaftsunterricht, Handarbeitsunterricht und Sportaktivitäten dienen. Außerdem besuchten die Schüler des Philanthropinums Produktionsstätten und Bauern.
Die kindgemäße Unterrichtsgestaltung, Beachtung der Altersstufe, Verwendung der Spiele und Anschauungsmittel sollten zum besseren Inhaltsverständnis dienen, selbständiges Denken vermitteln und Lernlust zu wecken.

## Bedeutung des Philanthropismus in der Geschichte
Die Lebenszeit des Philanthropismus war relativ kurz, aber in der Geschichte sehr bedeutsam. In pädagogischer Hinsicht trug er wesentlich zur Entwicklung der Pädagogik als Wissenschaft und zum Ansatz der Kinderpsychologie bei. Philanthropen waren die ersten, die die Bedeutung der Kleinkindererziehung und Behandlung des Säuglings und sogar Fötus beachteten.
Auf die Philanthropen geht der Turnunterricht zurück. Auch solche Unterrichtsmethoden wie Anschauungsmittel und lehrende Spiele wurden erstmals von Philanthropen verwendet.
Die Philanthropen etablierten die Kinder- und Jugendliteratur als eigenständige literarische Gattung. Campe hat mit seiner Bearbeitung von Robinson Crusoe und mit anderen Werken großen Einfluss auf die Entwicklung der Kinder- und Jugendliteratur ausgeübt.
Auch auf dem Gebiet der systematischen geschlechtlichen Unterweisung leisteten die Philanthropen Pionierarbeit. Basedow machte bereits in seiner Philalethie (1764) auf die Bedeutung des Problems aufmerksam. Christian Gotthilf Salzmann gab im Jahre 1785 die erste Monographie zu dem Thema heraus (Über die heimlichen Sünden der Jugend). Villaume und Oest schrieben Abhandlungen in Joachim Heinrich Campes Allgemeine Revision des gesamten Schul- und Erziehungswesens (6./7. Theil 1787). Christian Hinrich Wolke versuchte im Philanthropen in Dessau seine theoretischen Überlegungen in die Praxis umzusetzen.
Von politischer Perspektive haben Philanthropen eine entscheidende Rolle im Kampf um die Standesaufhebung gespielt.

## Bekannteste Philanthropen
- Karl Friedrich Bahrdt (1740–1792)
- Johann Bernhard Basedow (1724–1790)
- Johann Georg Büsch (1728–1800)
- Joachim Heinrich Campe (1746–1818)
- Andrew Carnegie (1835–1919)
- Christoph Daniel Ebeling (1741–1817)
- Martin Ehlers (1732–1800)
- Gottfried Nathanael Fischer (1748–1800)
- Gottfried Benedict Funk (1734–1814)
- Friedrich Gedike (1754–1803)
- Johann Christoph Friedrich GutsMuths (1759–1839)
- Johann Peter Hundeiker (1751–1836)
- Philipp Julius Lieberkühn (1754–1788)
- Karl Philipp Moritz (1756–1793)
- Gottlieb Konrad Pfeffel (1736–1809)
- Friedrich Gabriel Resewitz (1729–1806)
- Friedrich Eberhard von Rochow (1734–1805)
- Caroline Rudolphi (1753–1811)
- Christian Gotthilf Salzmann (1744–1811)
- Ernst Christian Trapp (1745–1818)
- Peter Villaume (1746–1825)
- Christian Heinrich Wolke (1741–1825)

## Rezeption
Katharina Rutschky hat Teile des Philanthropismus 1977 als „schwarze Pädagogik“ eingestuft. Sie bezog sich dabei auf die Pädagogik der Aufklärung, die der Philanthropismus gerade zu reformieren trachtete.